# Bomarea parvifolia
Bomarea parvifolia är en alströmeriaväxtart som beskrevs av John Gilbert Baker. Bomarea parvifolia ingår i släktet Bomarea och familjen alströmeriaväxter. Inga underarter finns listade i Catalogue of Life.